# ハガルとイシュマエルを追放するアブラハム
『ハガルとイシュマエルを追放するアブラハム』（ハガルとイシュマエルをついほうするアブラハム、伊: Abramo ripudia Agar e Ismaele、英: Abraham Casting out Hagar and Ishmael）は、イタリアのバロック絵画の巨匠グエルチーノが1657年にキャンバス上に油彩で制作した絵画。
チェントの町からフェラーラに派遣されていた教皇特使ロレンツォ・インペリアーリ枢機卿に贈るために委嘱された。かつてはボローニャのサンピエーリ・コレクションにあったが、現在はミラノのブレラ美術館に所蔵されている。

## 作品
この絵画の主題は『旧約聖書』の「創世記」（12-16章、20章）から採られており、アブラハムがハガルと彼女の息子イシュマエルを追放する逸話を描いている。「創世記」によれば、ハガルはアブラハムの妻サラの奴隷であった。サラは86歳であった時、ハガルがアブラハムの息子を懐妊できるようにアブラハムにサラと寝床を共にするように頼んだ。14年後、100歳であったサラはアブラハムの息子イサクを生んだ。サラは、アブラハムにハガルとイシュマエルを追放するように命じたが、アブラハムは神からその意志に沿うものであるという確証を得てから、2人を追放した。
グエルチーノは、アブラハムがハガルを追い払う瞬間を選んでいる。4人の登場人物は全員近接している。アブラハムは髭を生やし、ターバンを着けた伝統的な姿で表され、奴隷のハガルと向かい合っている。彼女は旅行用の袋を身に着けている。アブラハムの背後には、彼に背を向けたサラがいる。彼女は全体の状況に責任があり、背を向けていながらも会話を注意深く聞いている。反対側には、泣きながら、母親の腕の中に身をゆだねるイシュマエルがいる。アブラハムの心は引き裂かれているようにみえる。 彼の右手は母子の退去を強く命じているが、左手は祝福の仕草をしている。